# Dekýš
Dekýš é um município da Eslováquia, situado no distrito de Banská Štiavnica, na região de Banská Bystrica. Tem 17,82 km² de área e sua população em 2018 foi estimada em 191 habitantes.

## Demografia
| Ano:        | 1994 | 2004   | 2014    | 2024   |
| ----------- | ---- | ------ | ------- | ------ |
| Broj ljudi: | 261  | 240    | 202     | 186    |
| Razlika:    |      | -8,04% | -15,83% | -7,92% |

| Ano:               | 2023 | 2024 |
| ------------------ | ---- | ---- |
| Número de pessoas: | 186  | 186  |
| Diferença:         |      | +0%  |